# Полдарк (телесеріал, 1975)
«Полдарк» (англ. Poldark) — оригінальний британський телесеріал BBC, який є адаптацією однойменної серії книг письменника Вінстона Грема. Серіал охоплює події перших семи книг і вперше показувався у Великій Британії в період з 1975 по 1977 рік.

## Короткий зміст
Романтична сага про Росса Полдарка (Робін Елліс), чия наречена — вихована красуня Елізабет (Джилл Таунсенд) — одружується з його кузеном Френсісом (Клайв Френсіс). Зрештою Росс одружується зі служницею, непоказною Демельзою (Ангарад Ріс), проте його пристрасть до Елізабет триває роками. Дія відбувається в Корнуоллі кінця 18-го століття, а сюжет обертається навколо Росса Полдарка, який намагається відновити свої покинуті олов'яні шахти. Життя важке, контрабанда процвітає, а Росс Полдарк виявляє себе на стороні нижчого класу, протиставленим жорстокості своїх ворогів — клану Ворлегганів і, зокрема, Джорджу Ворлеггану (Ральф Бейтс).
Хоча головний акцент робиться на Россі і Демельзі, в серіалі присутні і інші персонажі зі своєю власною історією. У першому сезоні постає доктор Дуайт Еніс (Річард Морант в першому сезоні, Майкл Кадман у другому сезоні), молодик з прогресивними ідеями, який віддає перевагу лікувати бідних, а не багатих. Інтрижка Еніса з одруженою акторкою Керен Денієл призводить до вбивства акторки її чоловіком. В кінці першого сезону Дуайта зачаровує спадкоємиця Керолайн Пенвенен (Джуді Гісон). У другому сезоні вони одружуються, після того як Росс витягує Дуайта з французької в'язниці.
У другому сезоні велику роль відіграє Джеффрі Чарльз Полдарк (Стефан Гейтс), син Елізабет і Френсіса Полдарка. Френсіс тоне в підземному озері, досліджуючи передбачувані нові поклади міді в шахті, в яку вклав разом з Россом. Після цього Елізабет стає дружиною ворога Росса Джорджа Ворлеггана. Джеффрі Чарльз нагадує свого батька і з плином часу між ним і його вітчимом Джорджем Ворлегганом назріває конфлікт, хоча Ворлегган ставиться до нього з деякою теплотою і платить за його навчання. Джеффрі Чарльз заводить дружбу з братом Демельзи, Дрейком Карном (Кевін Макнеллі), якого він і його гувернантка, кузина Елізабет Морвенна (Джейн Вімарк), зустрічають у лісі в маєтку Ворлегганів. Джеффрі Чарльз відіграє важливу роль у розвитку романтичних стосунків Дрейка і Морвенни.
Дрейк є швагром Росса Полдарка і походить з робочого класу, і тому Джордж бачить в ньому невідповідного чоловіка для Морвенни. Джордж видає Морвенну в шлюб з преподобним Осборном Вітвортом (Крістофер Біґґінс), якого вона зневажає. До смутку Морвенни, Дрейк зосереджується на ковальському бізнесі і проводить багато часу зі своїм братом Семом (Девід Делве), набожним методистом.
У Морвенни і Осборна народжується син, Джон Конан, якого Морвенна не може змусити себе полюбити. Зрештою Морвенна говорить Осборну, що вб'є його сина, якщо він ще хоч раз її торкнеться. У Осборна зав'язується роман з молодшою сестрою Морвенни Ровеллою (Джулі Доун Коул). Чоловік Ровелли Артур Солвей (Стівен Рейнольдс) дізнається про невірність дружини і нападає на Осборна, якого скидає і тягне за собою переляканий кінь, тим самим вбиваючи його. Хоча Морвенна і травмована шлюбом з Осборном, вона одружується з Дрейком.
Сем закохується в Емму Треґерлс (Труді Стайлер), яка відмовляється одружитися з ним через те, що його методистська громада ніколи не прийме її. Вона любить Сема, однак знає, що її нерелігійність і погана репутація зрештою породять конфлікт між ним і його вірою.
Тим не менш акцент залишається на Россі і Демельзі, і серіал продовжується після смерті Елізабет Ворлегган, яка вмирає після того, як народжує від Джорджа дочка Урсулу. Елізабет приймає зілля, щоб викликати пологи раніше терміну — вона хоче переконати Джорджа, що вона завжди народжує дітей на кілька тижнів раніше. Елізабет народила Валентина через 8 місяців після свого весілля з Джорджем, після того як випадково впала зі сходів, що і викликало передчасні перейми; насправді вона це підлаштувала, відчуваючи початок переймів. Валентин є сином Росса, зачатим за місяць до весілля Елізабет з Джорджем, однак Джордж довгий час залишається в невіданні про справжнє батьківство Валентина. Агата Полдарк і Ґаті Пейнтер, економка Росса і Демельзи, обидві здогадуються про те, хто є батьком хлопчика, і Агата відкриває Джорджу правду прямо перед власною смертю, яка відбувається внаслідок люті Джорджа із-за цієї інформації. Елізабет помирає від гангрени, спричиненої ліками. Коли лікар запитує її, чи брала вона що-небудь, щоб викликати перейми, вона відповідає негативно, оскільки Ворлегган сидить поруч з нею. Пізніше з'ясовується, що Джордж знав про те, що зробила Елізабет, кажучи Россу: «Ось до чого ми довели її».

## Історія показу і спадщина
Адаптація BBC перших чотирьох книжок серії «Полдарк» виходили на BBC One у 1975 і 1976 роках. Зйомки проходили в Корнуоллі протягом восьми тижнів. Другий сезон, який є адаптацією наступних трьох книг, виходив у Великій Британії восени 1977 року. Всього серіал складається з 29 серій: 16 серій в першому сезоні і 13 серій у другому.
«Полдарк» є однією з найбільш вдалих британських телевізійних адаптацій всіх часів. Серіал «Полдарк» був проданий для трансляції більш ніж сорока країн Серіал мав особливий успіх у США, Іспанії, Італії, Греції та Ізраїлі. Відео-видання «Полдарка» стало другою найбільш продаваною костюмованою драмою, поступившись лише «Гордості і упередження», адаптації роману Джейн Остін.
Два сезони серіалу були показані американському глядачеві у 1977-1978 роках як частина антології «Шедевр» на каналі PBS. У 2007 році в опитуванні глядачів PBS «Улюблений серіал за останні 35 років», серіал посів сьоме місце.
У 1996 році HTV представив телеканалу ITV версію восьмого романа з серії про Полдарка — «Незнайомець із-за моря», однак серіал не був замовлений. У 2008 році телеканал BBC зробив півгодинну програму, яка звалася «Створення Полдарка», як частина серіалу названого «Культ недільного вечора». У багатьох акторів з оригінального серіалу були взяті інтерв'ю, серед яких були Робін Елліс, Ангарад Ріс, Джилл Таунсенд і Річард Морант.
В лютому 2014 року BBC оголосив про початок роботи над новою адаптації романів, названої також «Полдарк», прем'єра якого була призначена на 2015 рік. Прем'єра серіалу з Ейданом Тернером в ролі Роса Полдарка і Елеонор Томлінсон в ролі Демельзи відбулася 7 березня 2015 року на флагманському каналі BBC One. Робін Елліс виконав невелику другорядну роль преподобного доктора Холса.